# Ernest E. Rogers
Ernest Elias Rogers, född 1866, död 1945, var en amerikansk politiker som var viceguvernör i Connecticut från 1929 till 1931. Detta var under den sista av tre tvååriga mandatperioder som John H. Trumbull var guvernör.